# Michael Gaitskill
Michael Eugene Gaitskill (ur. 8 sierpnia 1995) – południowoafrykański zapaśnik walczący w stylu wolnym. Zajął jedenaste miejsce na igrzyskach Wspólnoty Narodów w 2018. Brązowy medalista mistrzostw Wspólnoty Narodów w 2017. Trzeci na mistrzostwach Afryki juniorów w 2015 roku.